# Alexander England
Alexander Alex England (Australia, 24 de julio de 1986) es un actor australiano, más conocido por haber interpretado a James Packer en la miniserie Paper Giants: The Magazine Wars y a Clyde Packer en la miniserie Power Games: The Packer-Murdoch Story.

## Carrera
En el 2011 se unió al elenco de la serie Wild Boys donde interpretó a Conrad Fischer, un joven enamorado de Emilia Feif (Anna Hutchison) que decide unirse a los "Wild Boys" conformado por Jack Keenan (Daniel MacPherson), Dan Sinclair (Michael Dorman) y el Capitán Gunpoowder (David Field) quienes buscan detener las ilegalidades del oficial Francis Fuller (Jeremy Sims). England apareció en la serie hasta su cancelación al finalizar su primera temporada ese mismo año.
En el 2012 apareció como invitado en la serie Tricky Business interpretando a Damien Wilson. Ese mismo año se unió al elenco de la miniserie Howzat! Kerry Packer's War donde interpretó al jugador de cricket Tony Greig.
En el 2013 apareció en la miniserie Paper Giants: The Magazine Wars donde interpretó al empresario australiano James Packer, el hijo del magnate Kerry Packer (Rob Carlton). La serie fue la secuela de Paper Giants: The Birth of Cleo estrenada en el 2011.
Ese mismo año se unió al elenco principal de la miniserie Power Games: The Packer-Murdoch Story donde interpretó al empresario Clyde Packer, el hermano del magnate Kerry Packer (Lachy Hulme).
En febrero del 2016 se anunció que Alex se había unido al elenco de la película Alien: Covenant.
En julio del mismo año se anunció que se había unido al elenco de la sexta temporada de la serie Offspring donde daría vida a Harry Crewe, el director de crisis y cultura del "St Francis Hospital".

## Filmografía

### Películas
| Año  | Título                         | Personaje      | Notas |
| ---- | ------------------------------ | -------------- | --- |
| 2023 | The Lost Flowers of Alice Hart | John           | junto a Sigourney Weaver, Alycia Dednam-Carey y Frankie Adams                                                     |
| 2017 | Alien: Covenant                | Ankor          | junto a Michael Fassbender, Katherine Waterston, Billy Crudup, Danny McBride y Demián Bichir                      |
| 2016 | Down Under                     | Shit-Stick     | junto a Lincoln Younes, Rahel Romahn, Ryan O'Kane, Damon Herriman, Justin Rosniak y David Field                   |
| 2016 | Gods of Egypt                  | Mnevis         | junto a Gerard Butler, Nikolaj Coster-Waldau, Geoffrey Rush, Rufus Sewell, Bruce Spence, Bryan Brown y Emma Booth |
| 2014 | Parer's War                    | Chester Wilmot | junto a Matthew Le Nevez, Adelaide Clemens, Ian Meadows, Luke Ford y Nicholas Bell                                |
| 1995 | The Diamond Stud               | -              | junto a Chad Anderson, Robert Horne, Richard Locke y Chris McKenzie                                               |

### Series de televisión
| Año             | Título                                | Personaje          | Notas                           |
| --------------- | ------------------------------------- | ------------------ | ------------------------------- |
| 2016 - presente | Offspring                             | Harry Crewe        | 16 episodios                    |
| 2015            | The Beautiful Lie                     | Peter Levin        | 6 episodios - miniserie         |
| 2014            | Rake                                  | Oficial de Policía | episodio # 3.8                  |
| 2013            | Power Games: The Packer-Murdoch Story | Clyde Packer       | 2 episodios - miniserie         |
| 2013            | Paper Giants: The Magazine Wars       | James Packer       | 2 episodios - miniserie         |
| 2013            | Mr & Mrs Murder                       | Doyle              | episodio "The Course Whisperer" |
| 2012            | Howzat! Kerry Packer's War            | Tony Greig         | 2 episodios - miniserie         |
| 2012            | Tricky Business                       | Damien Wilson      | episodio "Love Bites"           |
| 2011            | Wild Boys                             | Conrad Fischer     | 10 episodios                    |

### Teatro
| Año  | Obra               | Personaje | Director (a)      | Teatro          | Notas                                                                                 |
| ---- | ------------------ | --------- | ----------------- | --------------- | ------------------------------------------------------------------------------------- |
| 2013 | Romeo and Juliet   | -         | Kip Williams      | -               | junto a Josh McConville, Akos Armont, Eamon Farren, Eryn Norvill y Anna Lise Phillips |
| 2011 | For a Better World | -         | Daisy Noyes       | Griffin Theatre | junto a Dana Miltins, Pier Carthew y Meredith Penman                                  |
| 2010 | The Nest           | -         | Anne-Louise Sarks | -               | junto a Sarah Armanious, Meredith Penman, Benedict Hardie y James Wardlaw             |

## Premios y nominaciones
| Año  | Categoría                                            | Premio      | Serie                                          | Resultado |
| ---- | ---------------------------------------------------- | ----------- | ---------------------------------------------- | --------- |
| 2014 | Best Guest or Supporting Actor in a Television Drama | AACTA Award | Power Games: The Packer-Murdoch Story – Part 1 | Nominado  |